# 安達曈子

初代 安達瞳子（1960年）

安達 曈子 （あだち とうこ）は、日本の華道家。
初代 安達曈子（1936年6月22日 - 2006年3月10日）は、日本の華道家。花芸安達流創始者。
二代 安達曈子（1979年 - )は、日本の華道家。初代の養女。

## 人物

### 初代
安達式挿花の初代家元であった安達潮花の次女。学習院女子高等学校卒業。
1968年、後継者に指名されたが父との考え方の相違から独立。
1973年に花芸安達流を創設し、主宰する。
1981年、2代目潮花の死を機会に、安達式挿花を統合。
東京農業大学、山野美容芸術短期大学、恵泉女学園大学の客員教授、日本ツバキ協会会長、東京都の「東京緑化推進委員会」の委員長を務めた。また『連想ゲーム』（NHK総合テレビジョン）のレギュラー回答者を担当するなど、テレビ番組にもよく出演し、新宿ゴールデン街の常連としても知られていた。酔狂連のメンバーであり、作家の野坂昭如らとの交流もあった

2006年3月10日、急性肝不全の為に死去。69歳没。

### 二代
安達潮花の生家（広島県呉市・浄念寺）の十七世住職・安達高潤と坊守玲子の長女。本名は安達育。1990年、小学校5年の時に曈子の養女となるために上京。
2002年、東京農業大学地球環境科学部造園科学科 卒業。
2005年1月、花芸安達流副主宰。2006年3月27日、二代目安達曈子を襲名。
既婚、一男の母。

## 著書
（初代）
- 『幸福への対話 第2　新しい女性』江藤淳共著 雄鶏社, 1969
- 『花芸への道』（講談社、1982年）
- 『伝／安達潮花』（編）安達潮花顕彰出版委員会、1987年
- 『曈子、花あそび。』中川十内撮影. 文化出版局, 1991.7
- 『花芸365日』（小学館、1994年）
- 『道／桜仙抄』（六輝社、1994年）
- 『椿しらべ』（講談社、1999年）
- 『椿物語展』図録（サンオフィス、2003年）
- 『花を生ける 花と芸術』（2005年、農山漁村文化協会）

（二代）
- 『花 安達流の花芸』（安達育）（2005年、講談社）
- 『安達瞳子　作品と生涯』（2008年、花芸安達会）